# Tichitt
Tichitt è un piccolo centro che si trova nel centro-sud della Mauritania. Riveste una notevole importanza archeologica in quanto nella sua area sono state trovate fonti che attestano intorno all'800-600 a.C. la presenza di alcune forme di organizzazione sociale definibili come di Stato incipiente.
È conosciuta per la sua architettura vernacolare. L'industria principale è la coltivazione delle palme da dattero.